# Prehistorie van Kazachstan

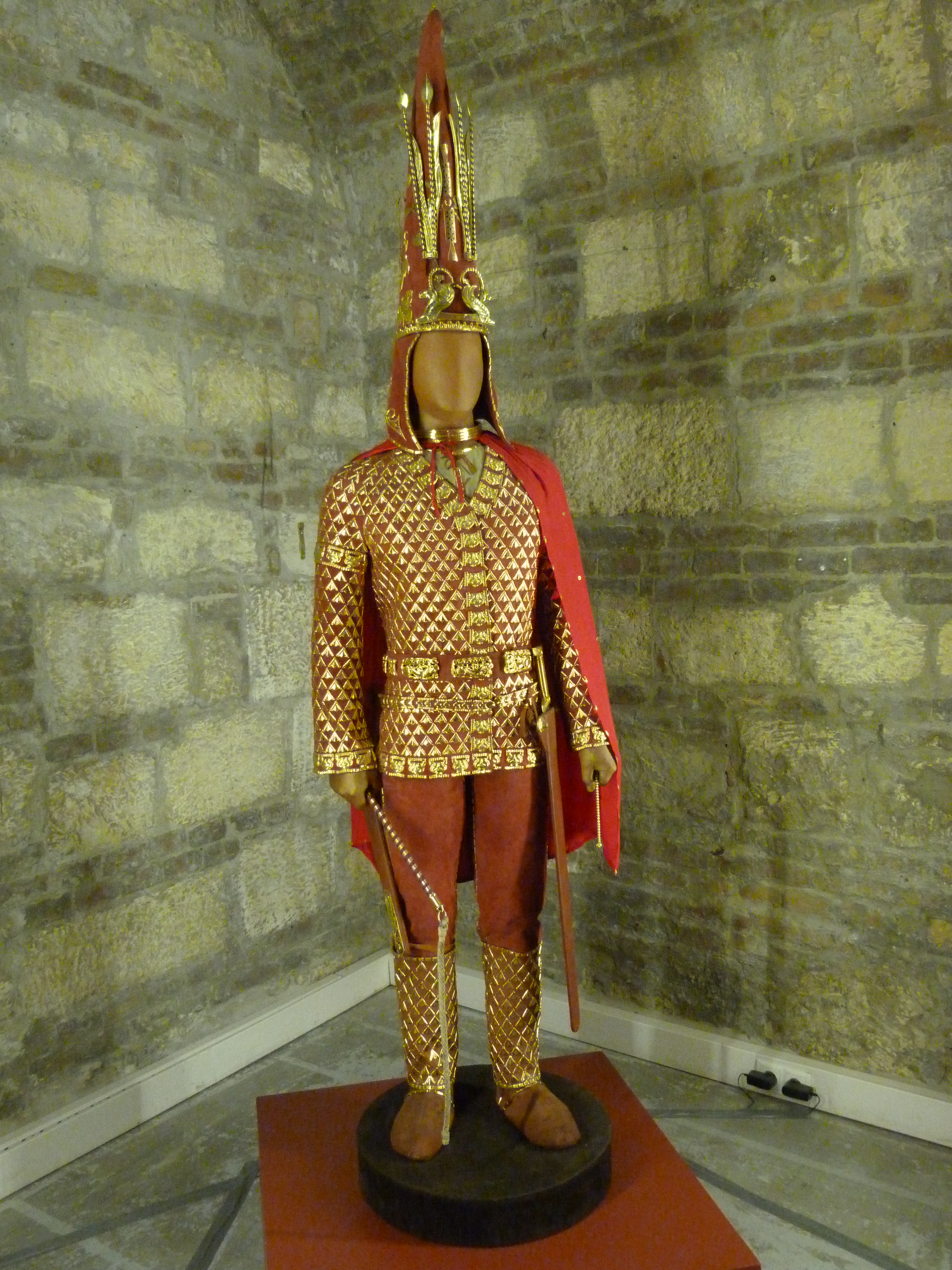
De "Gouden Man" van de Sakische Esik-grafheuvel

De prehistorie van Kazachstan bestrijkt de periode van de geschiedenis van Kazachstan tot aan de verschijning van geschreven bronnen op het grondgebied tijdens de Arabische verovering in de 8e eeuw.

## Paleolithicum
In Oost-Kazachstan zijn vondsten uit het vroegpaleolithicum bekend van de site Qozybai aan de oever van de rivier de Qalğūtty, nabij het dorp Karatogai en de site Qozybai II met stenen artefacten. In de westelijke uitlopers van het Narym-gebergte, 9 km ten noordwesten van het dorp Kürşım, aan de oostkust van het Buqtyrma-reservoir, zijn twee paleolithische sites ontdekt: Kürşım-1 en Kürşım-2. De okerkleurige kleiafzettingen waar de artefacten zijn gevonden, komen overeen met de Oest-oebin-suite, waarvan de bovengrens teruggaat tot ca. 1,8 miljoen BP. De onderliggende rode kleisoorten behoren mogelijk tot de Pavlodar- of Vtoroesjkin-reeks uit het Plioceen.
De industrie van de Şahbagata proto-Levallois-Acheuléen-site in het gebied van Fort-Şevçenko (Mañğıstaw) lijkt op de gereedschappen van de Oldowan-cultuur, het Şahbagata Levallois-Acheuléen I komt overeen met het midden- Acheuléen.
Nabij het dorp Konyrdek (Qarataū-rug) zijn grote rechthoekige vuursteenfragmenten van een Clactonien-type gevonden. De sites Uşbülak I en Uşbülak II in de regio Qarataū behoren tot het vroegpaleolithicum. De vroege Acheuléenperiode omvat sites in de gebieden Böriqazğan, Şabaqty, Tanirqazğan, Kyzyltau (tussen Aqköl en Qarataū), Aqköl 1 en Qazanqap. In 1998 werd een aanvraag ingediend om de locatie "Paleolithische sites en geomorfologie van het Qarataūgebergte" in het zuiden van Kazachstan op te nemen in de UNESCO-werelderfgoedlijst. In Vişnevka, 60 km ten zuidoosten van Astana, werden werktuigen gevonden die behoren tot de Acheuléen. De steenbewerking is vergelijkbaar met de Levallois-industrie. Vuurstenen werktuigen, neushoorn- en bizonbotten en struisvogeleierenschalen van zeven sites op de hellingen van het Qarataū-gebergte zijn gedateerd op 510.000 BP.
Complexen uit het vroege en middenpaleolithicum, waarvan het typologische en technologische uiterlijk wordt gevormd door dubbelzijdige gereedschappen en vlakke splijting, zijn bekend in Eşkitau bij het Şalqarmeer in de regio West-Kazachstan, Semizbūğū 2, 4 en 10 A in de noordelijke Balqaş-regio, Mūğaljar-3, 5, 6 en 10 in Mūğaljar, Aral A-D, 1, 2, 4-6 en 8 aan de noordkust van de Aralzee, Tşingiz 1 in de noordelijke Balqaşregio en een aantal sites op het Oestjoertplateau.

### Laatpaleolithicum
In West- en Noord-Kazachstan zijn sites uit het laatpaleolithicum vrijwel onbekend. De Uşbülak-site in de Şilik-vallei is de enige gelaagde site uit het initieel laatpaleolithicum in Oost-Kazachstan (50.800 BP).
Bekende sites uit het laatpaleolithicum zijn Şulbinka in de regio Oost-Kazachstan, de Şoqan Uälihan-site, Maibūlaq-, de Şoqtas- en Köşqorğan-complexen in de regio Zuid-Kazachstan, de Batpak-site in Centraal-Kazachstan, en de Angrensor 2-site in de regio Pavlodar. 
In de Tuttybūlaqgrot op de Boraldai in de uitlopers van de Qarataū in het district Bäidibek van de regio Türkistan zijn asresten gevonden, daterend van 48.000 BP. In de grot werden ook stenen werktuigen gevonden die met behulp van de Levalloistechniek uit klingen waren gemaakt, en een menselijke kaak.
Op de laatpaleolithische sites met een steenindustrie van het Aurignacien-type (~33-28.000 BP) Ūzinağaş 1 en 2, gelegen in de uitlopers van de Trans-Ili-Alataoe, werden grote clusters van stenen werktuigen en de overblijfselen van twee in de grond verdiepte haardplaatsen gevonden, evenals een aardoven voor het bereiden van voedsel.
Stenen werktuigen uit de cultuurlaag van de Rahat 3-site, gelegen op de rechteroever van de Rahat in de Trans-Ili-Alataoe, dateren van ongeveer 20.000 BP. 

## Mesolithicum
Ongeveer 12-5.000 jaar v.Chr. werd het klimaat warmer en de laatste ijstijd kwam ten einde. Tijdens het mesolithicum ondergingen de economie en de materiële cultuur grote veranderingen. In het huidige Kazachstan verschenen overal tijdelijke kampementen. Grote dieren (mammoeten, wolharige neushoorns, enz.) verdwenen. In het Qarataū-gebergte (Biylikkol, Arys, enz.). werd de pijl en boog geïntroduceerd; de punt had de vorm van een bal. Er kwamen boten (actieve visserij). Jachtwapens, vallen, strikken, en gedomesticeerde wolven of honden werden gebruikt, been werd bewerkt en kleding werd gemaakt van huiden.

## Neolithicum
Ongeveer 5000 jaar v.Chr. verschenen nieuwe typen stenen werktuigen en aardewerk. Akkerbouw en veeteelt ontstonden. Er zijn meer dan 500 sites ontdekt in het huidige Kazachstan (de Qaraüñgır-grot, Sekseuil, Aqespe en Qūlandy-sites). Gereedschap bestond uit maalstenen, bijlen, schoffels en vijzels. Het bewerken van gereedschappen vond plaats door slijpen, zagen en polijsten. Grondstoffen waren o.a. jade en graniet. Archeologische culturen waren de Atbasar- (eind 7e - begin 3e millennium), Kelteminar- (midden 6e - midden 4e millennium), Mahanjar- (6e millenium v.Chr.)  en Oest-Narymcultuur. Er is ook een neolithische nederzetting gevonden op het eiland Qūlaly in de Kaspische Zee. 
In het gebied van de Torğai-laagte van het Kazachstaanse Tobol-gebied identificeerde Viktor Logvin eind jaren 1970 op basis van een aantal neolithische sites (eind 7e - begin 5e millennium v.Chr.), de Mahanjarcultuur (sites Mahanjar, Solenoje Ozero 2, Duzbai 1-4, 12, Sor 2, Bestamak 7, Amangeldy). Op de sites van de Mahanjarcultuur zijn geen pijlpunten te vinden. Waarschijnlijk werd een constructie bestaande uit meerdere inzetstukken als pijlpunt gebruikt. De Mahanjarcultuur werd opgevolgd door de Tersekcultuur.
Naast de jacht en de visserij ontstonden ook landbouw en veeteelt. Een van de belangrijkste sites is de Qaraüñgır-grot in de regio Türkistan. Er werden onder andere stenen en botten, aardewerk en dierlijke botten gevonden, zoals kulan, beer, hert, kropgazelle, wild zwijn, ree, paard, etc.

## Kopertijd
In het 4e-3e millennium v.Chr. verschenen er koperen artefacten. Er zijn ongeveer 100 nederzettingen met gieterijen gevonden (Jezqazğan, Altai en andere gebieden). De Botaicultuur werd gevonden op de sites Botai, Krasnyi İar en Bestamaq. De Botaicultuur wordt gecrediteerd met het domesticeren van het wilde paard. Uit oud DNA-onderzoek is echter gebleken dat de Botai-paarden, hoewel gedomesticeerd, niet verwant waren aan het huidige gedomesticeerde paard, maar de voorouders waren van het verwilderde Przewalskipaard. De Tersek- en Botai-culturen vormen samen met de nauw verwante Soertandycultuur in Rusland de zuidelijke provincie van de Trans-Oeral-gemeenschap van kopertijdculturen met geometrisch aardewerk.
In de Dzjoengaarse Alataoe verbouwden lokale herders 2700 jaar v.Chr. gierst om schapen en geiten van West-Aziatische oorsprong in de winter te voeden, wat erop duidt dat de veeteelt zich via de Binnen-Aziatische Bergcorridor door Centraal-Azië had verspreid, nog vóór de instroom van Westelijke Steppeherders van de Jamna- of Afanasjevocultuur.

## Bronstijd

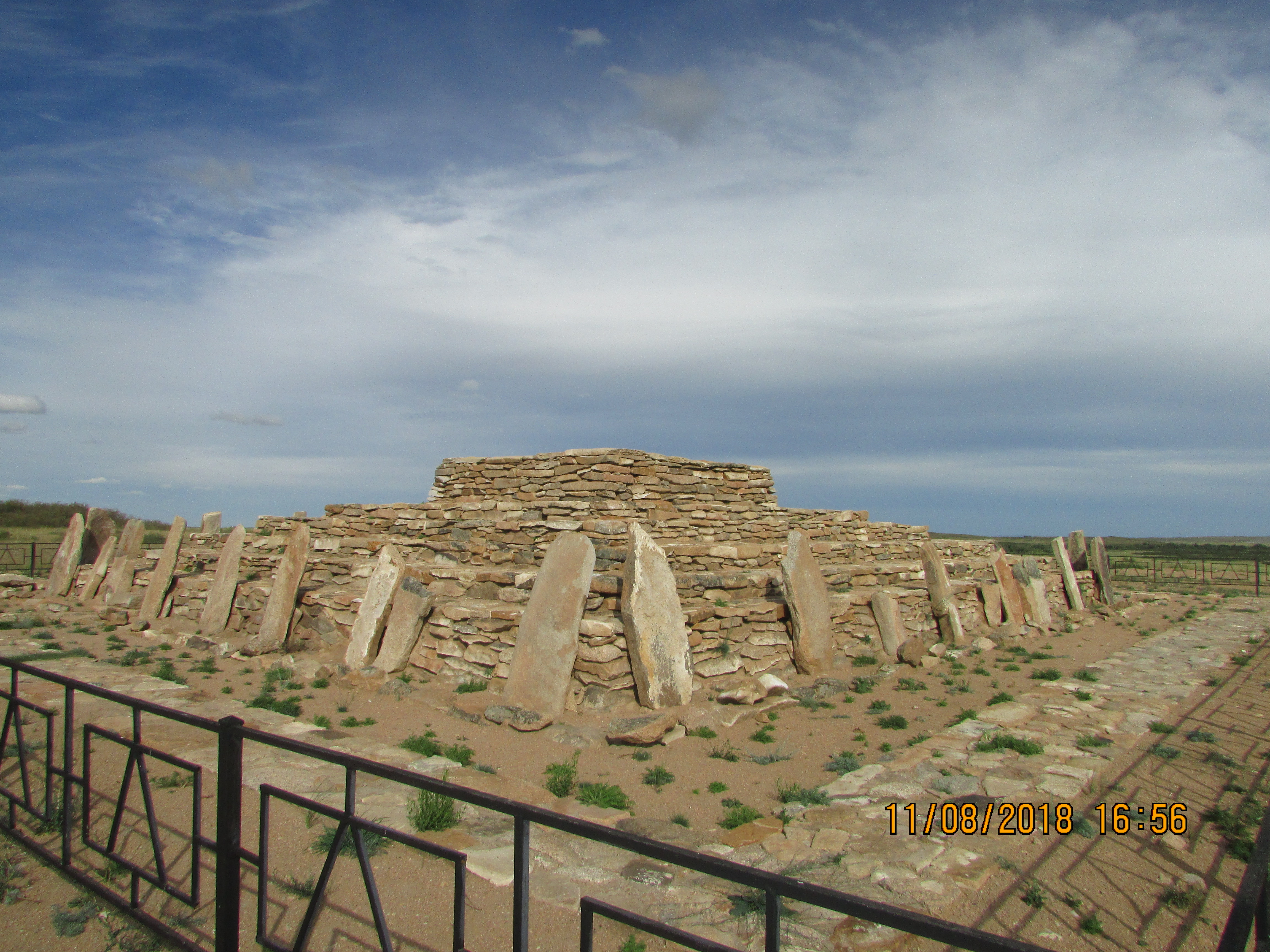
Begraafplaats van Qarajartas

Tijdens de bronstijd verspreidden de Andronovocultuur en de Beğazy-Dändıbaicultuur zich op het grondgebied van Kazachstan. Älkei Marğūlan onderscheidde drie fasen van de bronstijd in Kazachstan:
- vroege bronstijd - Nūra-fase van de Andronovocultuur
- midden-bronstijd - Atasu-fase van de Andronovocultuur.
- late bronstijd - Beğazy-Dändıbaicultuur

Bronzen gereedschappen en huishoudelijke artikelen (sikkels, bijlen, dolken, messen, speren en pijlpunten, etc.) werden gegoten in mallen van steen en klei. Bronzen sieraden (oorbellen, armbanden, kralen, etc.) werden in grote hoeveelheden geproduceerd.
De nederzettingen bestonden uit 6-20 huizen. In bossteppe-, steppe- en bergachtige gebieden werden voor de bouw hout en steen gebruikt. Tijdens de late bronstijd bouwden de stammen in Centraal-Kazachstan huizen met meerdere kamers, tot wel 500 m² groot, van massieve steenblokken. De ruïnes van deze huizen zijn bewaard gebleven in de gebieden van het Būğyly- gebergte en de Aqbauyr-grot. Familiegraven - grafheuvels met aarden wallen, soms ook massieve mausolea van leemstenen - werden naast de nederzettingen gebouwd. Tijdens het Nūra-stadium vond crematie plaats, terwijl in het Atasu-stadium begraven werd in een gebogen positie op de linkerzij met het hoofd naar het westen. Een van de grootste bewaardgebleven necropolissen uit de late bronstijd is Tügısken.

## IJzertijd

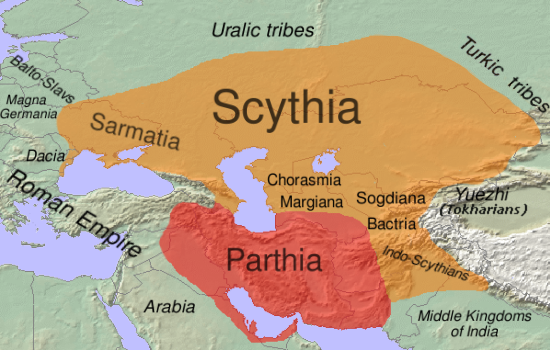
Centraal-Azië in het 1e millennium v.Chr.: Scythia, Margiana, Parthia, Sogdiana, Chorasmië

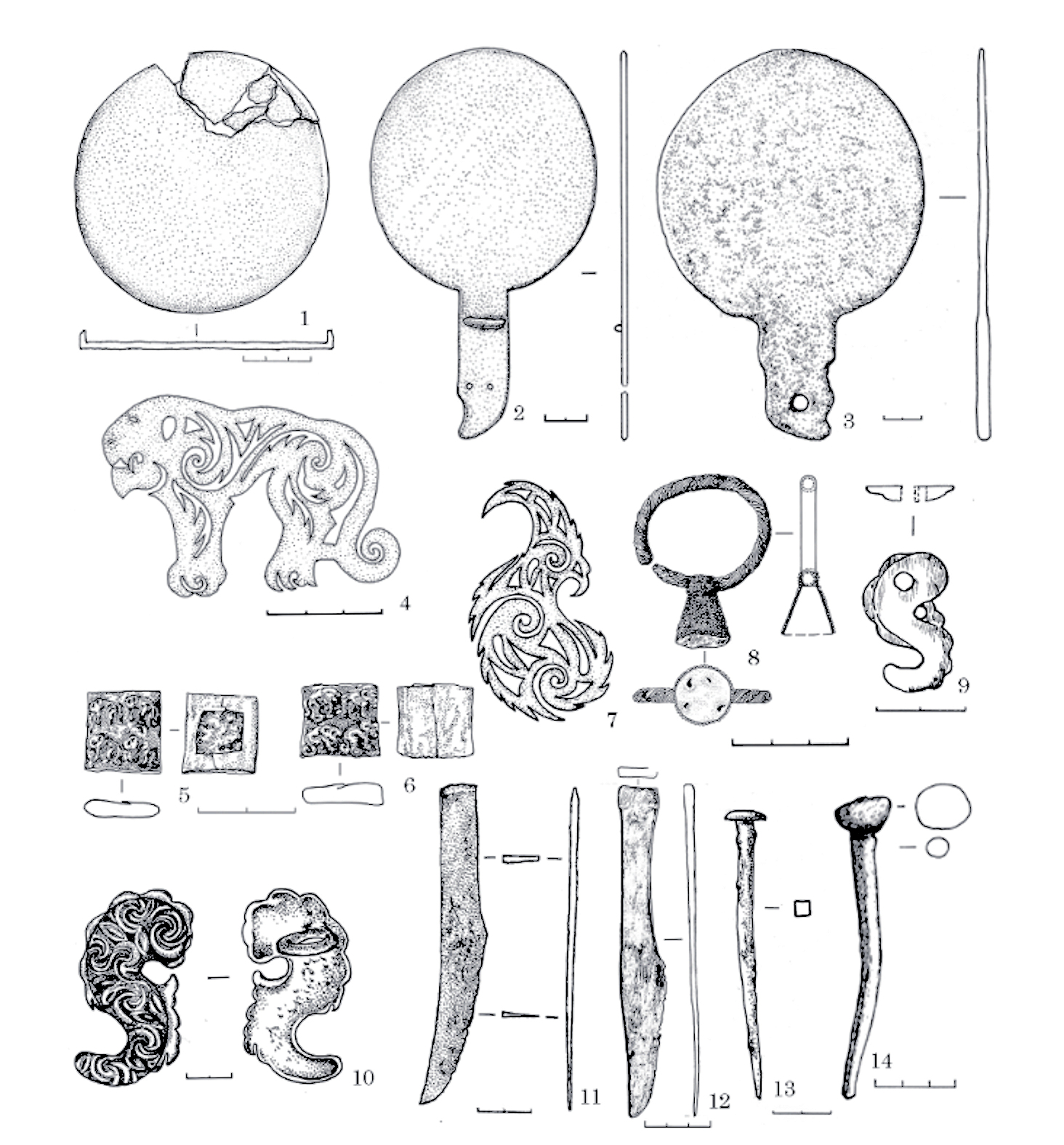
Artefacten van de Tasmolacultuur

Aan het begin van het 1e millennium v.Chr. leidden de sprekers van Iraanse talen in de steppe een nomadisch bestaan. Ze ruilden hun strijdwagens in voor bereden paarden en werden bekend als Scythen of Saken. Hun nomadische levenswijze wordt verklaard door het feit dat veeteelt belangrijker werd dan akkerbouw. Het was onmogelijk om de dieren voortdurend op dezelfde plek te laten grazen, omdat de weidegronden daardoor uitgeput konden raken. De nomaden trokken echter niet voortdurend rond, maar waren gebonden aan een bepaald, uitgestrekt gebied, wat de sedentaire landbouwers niet altijd begrepen. Nomaden waren in de regel gehecht aan hun land. Volgens Herodotus trokken de Scythen zich lange tijd terug voor de machtigere Perzen, maar ze waren bereid te sterven om de begraafplaatsen van hun voorouders te verdedigen.
IJzer kwam veel voor in de cultuur van de Saken en Wusun die vanaf het midden van het 1e millennium v.Chr. in Zuid-Kazachstan woonden. Op talrijke sites in de valleien van de rivieren Ili, Syr Darja, Talas en Esik zijn ijzeren voorwerpen gevonden (grafheuvels Kargaly-1, Qaraşoqy, Juantöbe-1, Kydyrbai-3, Altynemel-1, Qyzylauyz-3, enz.). De Massageten, door onderzoekers geclassificeerd als een aparte etnische groep, lieten de grafheuvels van Üiğaraq en Tügısken achter.
De grootste archeologische site van het oude Zevenstromenland zijn de grafheuvels van Besşatyr, een complex van 31 graven op de rechteroever van de Ili. De bekendste is echter de grafheuvel van Esik, de plek waar de Gouden Man van Esik en de Esik-inscriptie werden gevonden.
In de eerste helft van het 1e millennium v.Chr. is ook buiten het Zevenstromenland ijzer te vinden:
- De Tasmolacultuur, vernoemd naar de locatie van de grootste archeologische opgravingen in het Tasmolagebied, is kenmerkend voor Centraal-Kazachstan tijdens de vroege ijzertijd.
- Sites uit de vroege ijzertijd in de westelijke en noordelijke regio's van Kazachstan behoren tot twee fasen: de 7e - 5e eeuw en 4e - 2e eeuw v.Chr.
- Een belangrijk deel van de sites van Oost-Kazachstan bevindt zich in de valleien van de rivieren Irtysj, Naryn en Buqtyrma. De grootste, zogenaamde "koninklijke" grafheuvels, zijn geconcentreerd in de Şılıktı-vallei van het Zaisan-bekken en in de bergen van de zuidelijke Altai.